# Biblioteca Palafoxiana

Biblioteca Palafoxiana

Die Biblioteca Palafoxiana ist eine Bibliothek in der zentralmexikanischen Stadt Heroica Puebla de Zaragoza. Sie wurde 1646 auf Initiative des spanischen Bischofs und Vizekönigs von Neuspanien  Juan de Palafox y Mendoza errichtet. Sie ist damit die erste öffentliche Bibliothek im kolonialen Mexiko und wird gelegentlich auch als älteste Bibliothek des amerikanischen Doppelkontinents bezeichnet. 1673 wurde ein neues Gebäude fertiggestellt. Die Erdbeben von 1999 beschädigten die Bibliothek, was zu Restaurierungsarbeiten führte. 2005 wurde sie durch die UNESCO in das Weltdokumentenerbe aufgenommen.

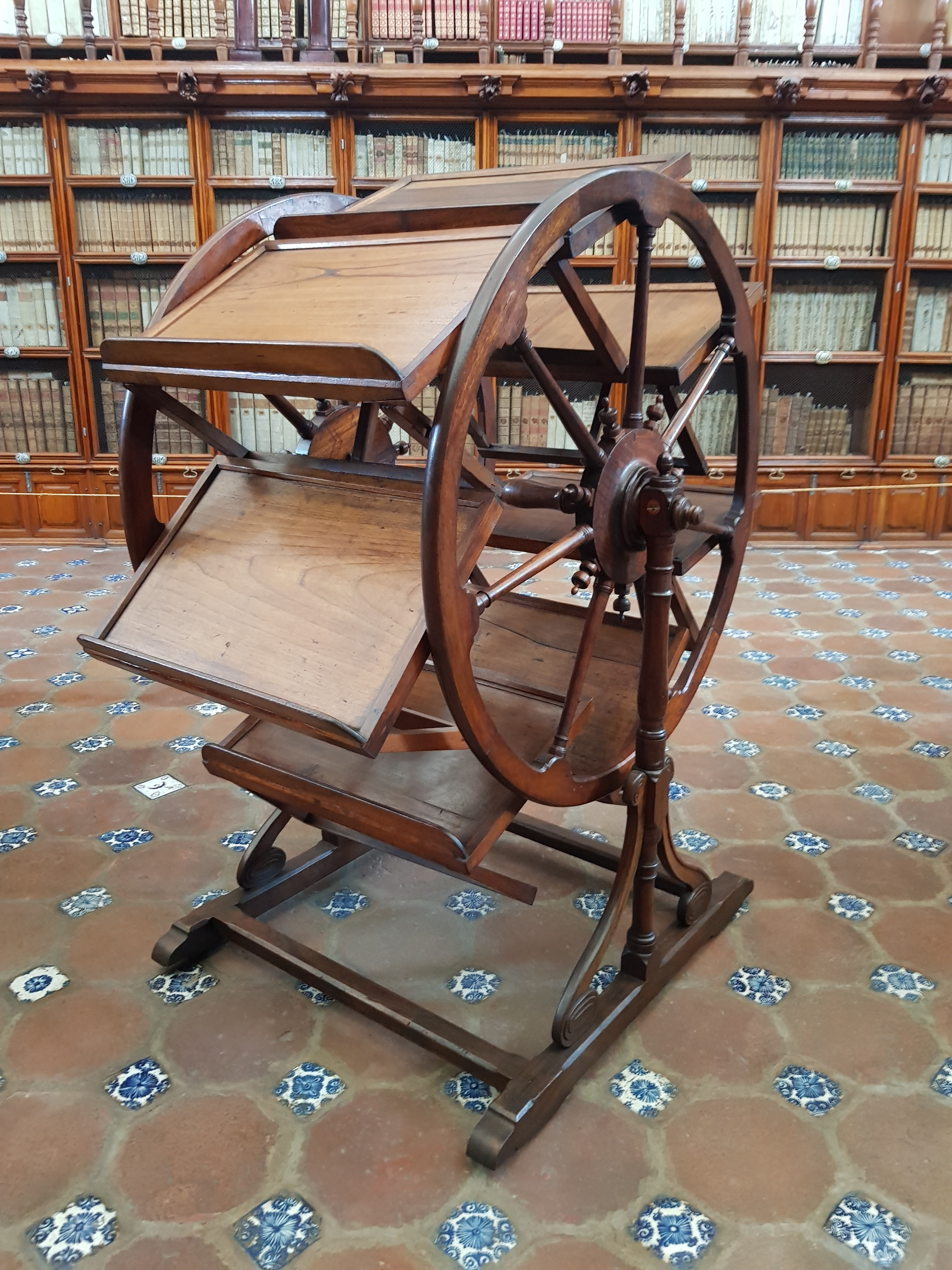
Ausgestelltes Bücherrad der Bibliothek

Der Bestand umfasst 41.000 Medien, darunter auch neun Inkunabeln. Wechselnde Bücher werden in Themengruppen zusammengefasst und in Schaukästen ausgestellt.
Die im Haus der Kultur Pueblas (Casa de la Cultura de Puebla) untergebrachte Bibliothek kann besichtigt werden.